# Élections législatives de 1893 dans la 1re circonscription de Dunkerque
Les élections législatives françaises de 1893 dans la 1re circonscription de Dunkerque se déroulent les 20 août et 3 septembre 1893.

## Circonscription
La 1re circonscription de Dunkerque était composée en 1896 des cantons de Dunkerque-Est, Dunkerque-Ouest et Gravelines.

## Contexte
Le général Henri Iung (ancien chef de cabinet du général Boulanger) s'oppose au député sortant, Charles Lalou, élu en 1889 comme boulangiste... La campagne électorale est, de ce fait, violente et acharnée, marquée même par un duel entre les deux candidats, au cours duquel Charles Lalou est blessé.

## Résultats
- Député sortant : Charles Lalou (Boulangiste)

| Candidat         | Candidat       | Parti                      | Premier tour | Premier tour | Second tour | Second tour |
| Candidat         | Candidat       | Parti                      | Voix         | %            | Voix        | %           |
| ---------------- | -------------- | -------------------------- | ------------ | ------------ | ----------- | ----------- |
|                  | Charles Lalou* | Boulangiste                | 6 339        | 48,63        | 6 526       | 48,65       |
|                  | Henri Iung     | Républicains progressistes | 6 227        | 47,77        | 6 800       | 50,59       |
|                  | M. Bertot      | Socialiste                 | 341          | 2,61         |             |             |
|                  |                |                            |              |              |             |             |
| Inscrits         | Inscrits       | Inscrits                   | 18 053       | 100,00       | 18 053      | 100,00      |
| Votants          | Votants        | Votants                    | 13 035       | 72,20        | 13 414      | 74,30       |
| Blancs et nuls   |                |                            |              |              |             |             |
| * député sortant |                |                            |              |              |             |             |